# روبرت هندرسون (لاعب كرة قدم أمريكية)
روبرت هندرسون (بالإنجليزية: Robert Henderson)‏ هو لاعب كرة قدم أمريكية أمريكي، ولد في 9 نوفمبر 1983 في بونتشاتولا في الولايات المتحدة.

## وصلات خارجية
- روبرت هندرسون على موقع مرجع كرة القدم المحترفة.كوم (الإنجليزية)